# Нокс, Роберт (актёр)
Ро́берт А́ртур Нокс (англ. Robert Knox; 21 августа 1989, Кент, Англия, Великобритания — 24 мая 2008, Сидкап, Большой Лондон, Англия, Великобритания) — британский актёр. Известен ролью Маркуса Белби из фильма «Гарри Поттер и Принц-полукровка» (2009, фильм вышел после смерти актёра).

## Биография
Роберт Артур Нокс родился 21 августа 1989 года в Кенте (Англия, Великобритания) в семье Колина и Салли Нокс. У него был брат — Джейми Нокс.
Он начал карьеру актёра в 2000 году в 11-летнем возрасте. Его первой работой в кино стала маленькая роль в сериале «Чисто английское убийство». Он также появился в реалити-шоу «Trust me I'm a Teenager» и в комедии «После того как ты уйдёшь». Роберт появлялся во многих постановках, включая фильм 2004 года «Король Артур». Его также можно было увидеть в тележурнале «Tonight with Trevor McDonald».
Снявшись в фильме «Гарри Поттер и Принц-полукровка» в роли Маркуса Белби, Роберт подписал контракт для съёмок в фильме «Гарри Поттер и Дары Смерти: часть 1», но съёмки актёра в этом фильме не состоялись — 18-летний Нокс был убит (зарезан) 24 мая 2008 года во время драки в баре, вступившись за своего брата Джейми Нокса.

## Суд
Карл Бишоп (г. р. 1987) получил пожизненное заключение за убийство актёра и нанесение увечий его друзьям от 4 марта 2009 года с правом на пересмотр дела, но не ранее чем через 20 лет.

## Фестиваль имени Роба Нокса
В память о нём ежегодно в Лондоне проводится Кинофестиваль имени Роба Нокса — Rob Knox Film Festival.